# Europarlamentari della Lituania
Gli europarlamentari della Lituania a partire dal 2004, a seguito dell'ingresso del Paese nell'Unione europea, sono i seguenti.

## Lista

### V legislatura (2004)
| Europarlamentare             | Lista                                                              | Gruppo | Gruppo                                                             |
| ---------------------------- | ------------------------------------------------------------------ | ------ | ------------------------------------------------------------------ |
| Mindaugas Bastys             | Partito Socialdemocratico di Lituania                              |        | Gruppo del Partito del Socialismo Europeo                          |
| Kazys Jaunutis Bobelis       | Unione dei Democratici Cristiani                                   |        | Gruppo del Partito Popolare Europeo - Democratici Europei          |
| Gintaras Didžiokas           | Partito dei Contadini di Lituania - Partito della Nuova Democrazia |        | Gruppo del Partito Popolare Europeo - Democratici Europei          |
| Kęstutis Kriščiūnas          | Partito Socialdemocratico di Lituania                              |        | Gruppo del Partito del Socialismo Europeo                          |
| Kestutis Kuzmickas           | Nuova Unione (socioliberali)                                       |        | Gruppo del Partito Europeo dei Liberali, Democratici e Riformatori |
| Vytautas Kvietkauskas        | Nuova Unione (socioliberali)                                       |        | Gruppo del Partito Europeo dei Liberali, Democratici e Riformatori |
| Vytautas Landsbergis         | Unione della Patria - Conservatori di Lituania                     |        | Gruppo del Partito Popolare Europeo - Democratici Europei          |
| Arminas Lydeka               | Unione dei Liberali di Lituania                                    |        | Gruppo del Partito Europeo dei Liberali, Democratici e Riformatori |
| Eugenijus Maldeikis          | Partito dei Democratici Liberali                                   |        | Gruppo del Partito Europeo dei Liberali, Democratici e Riformatori |
| Artur Plokšto                | Partito Socialdemocratico di Lituania                              |        | Gruppo del Partito del Socialismo Europeo                          |
| Romanas Algimantas Sedlickas | Unione dei Liberali e di Centro                                    |        | Gruppo del Partito Europeo dei Liberali, Democratici e Riformatori |
| Antanas Valys                | Partito Socialdemocratico di Lituania                              |        | Gruppo del Partito del Socialismo Europeo                          |
| Birutė Vėsaitė               | Partito Socialdemocratico di Lituania                              |        | Gruppo del Partito del Socialismo Europeo                          |

### VI legislatura (2004-2009)
Europarlamentari eletti in occasione delle elezioni europee del 2004.
| Europarlamentare        | Lista                                          | Gruppo | Gruppo                                                           |
| ----------------------- | ---------------------------------------------- | ------ | ---------------------------------------------------------------- |
| Laima Andrikienė        | Unione della Patria - Conservatori di Lituania |        | Gruppo del Partito Popolare Europeo - Democratici Europei        |
| Šarūnas Birutis         | Partito del Lavoro                             |        | Gruppo dell'Alleanza dei Democratici e dei Liberali per l'Europa |
| Danutė Budreikaitė      | Partito del Lavoro                             |        | Gruppo dell'Alleanza dei Democratici e dei Liberali per l'Europa |
| Arūnas Degutis          | Partito del Lavoro                             |        | Gruppo dell'Alleanza dei Democratici e dei Liberali per l'Europa |
| Jolanta Dičkutė         | Partito del Lavoro                             |        | Gruppo dell'Alleanza dei Democratici e dei Liberali per l'Europa |
| Gintaras Didžiokas      | Partito dei Contadini di Lituania              |        | Unione per l'Europa delle Nazioni                                |
| Eugenijus Gentvilas     | Unione dei Liberali e di Centro                |        | Gruppo dell'Alleanza dei Democratici e dei Liberali per l'Europa |
| Ona Juknevičienė        | Partito del Lavoro                             |        | Gruppo dell'Alleanza dei Democratici e dei Liberali per l'Europa |
| Vytautas Landsbergis    | Unione della Patria - Conservatori di Lituania |        | Gruppo del Partito Popolare Europeo - Democratici Europei        |
| Justas Vincas Paleckis  | Partito Socialdemocratico di Lituania          |        | Gruppo del Partito del Socialismo Europeo                        |
| Rolandas Pavilionis     | Partito dei Democratici Liberali               |        | Unione per l'Europa delle Nazioni                                |
| Aloyzas Sakalas         | Partito Socialdemocratico di Lituania          |        | Gruppo del Partito del Socialismo Europeo                        |
| Margarita Starkevičiūtė | Unione dei Liberali e di Centro                |        | Gruppo dell'Alleanza dei Democratici e dei Liberali per l'Europa |

- In data 18.05.2006 a Rolandas Pavilionis subentra Eugenijus Maldeikis.

### VII legislatura (2009-2014)
Europarlamentari eletti in occasione delle elezioni europee del 2009.
| Europarlamentare               | Lista                                                   | Gruppo | Gruppo                                                           |
| ------------------------------ | ------------------------------------------------------- | ------ | ---------------------------------------------------------------- |
| Laima Liucija Andrikienė       | Unione della Patria - Democratici Cristiani di Lituania |        | Gruppo del Partito Popolare Europeo                              |
| Zigmantas Balčytis             | Partito Socialdemocratico di Lituania                   |        | Alleanza Progressista dei Socialisti e dei Democratici           |
| Vilija Blinkevičiūtė           | Partito Socialdemocratico di Lituania                   |        | Alleanza Progressista dei Socialisti e dei Democratici           |
| Leonidas Donskis               | Movimento dei Liberali della Repubblica di Lituania     |        | Gruppo dell'Alleanza dei Democratici e dei Liberali per l'Europa |
| Juozas Imbrasas                | Ordine e Giustizia                                      |        | Europa della Libertà e della Democrazia                          |
| Vytautas Landsbergis           | Unione della Patria - Democratici Cristiani di Lituania |        | Gruppo del Partito Popolare Europeo                              |
| Radvilė Morkūnaitė-Mikulėnienė | Unione della Patria - Democratici Cristiani di Lituania |        | Gruppo del Partito Popolare Europeo                              |
| Rolandas Paksas                | Ordine e Giustizia                                      |        | Europa della Libertà e della Democrazia                          |
| Justas Vincas Paleckis         | Partito Socialdemocratico di Lituania                   |        | Alleanza Progressista dei Socialisti e dei Democratici           |
| Algirdas Saudargas             | Unione della Patria - Democratici Cristiani di Lituania |        | Gruppo del Partito Popolare Europeo                              |
| Valdemar Tomaševski            | Azione Elettorale dei Polacchi in Lituania              |        | Gruppo dei Conservatori e dei Riformisti Europei                 |
| Viktor Uspaskich               | Partito del Lavoro                                      |        | Gruppo dell'Alleanza dei Democratici e dei Liberali per l'Europa |

- In data 21.11.2012 a Viktor Uspaskich subentra Justina Vitkauskaitė Bernard.

### VIII legislatura (2014-2019)
Europarlamentari eletti in occasione delle elezioni europee del 2014.
| Europarlamentare       | Lista                                                   | Gruppo | Gruppo                                                           |
| ---------------------- | ------------------------------------------------------- | ------ | ---------------------------------------------------------------- |
| Petras Auštrevičius    | Movimento dei Liberali della Repubblica di Lituania     |        | Gruppo dell'Alleanza dei Democratici e dei Liberali per l'Europa |
| Zigmantas Balčytis     | Partito Socialdemocratico di Lituania                   |        | Alleanza Progressista dei Socialisti e dei Democratici           |
| Vilija Blinkevičiūtė   | Partito Socialdemocratico di Lituania                   |        | Alleanza Progressista dei Socialisti e dei Democratici           |
| Tony Guoga             | Movimento dei Liberali della Repubblica di Lituania     |        | Gruppo dell'Alleanza dei Democratici e dei Liberali per l'Europa |
| Gabrielius Landsbergis | Unione della Patria - Democratici Cristiani di Lituania |        | Gruppo del Partito Popolare Europeo                              |
| Valentinas Mazuronis   | Ordine e Giustizia                                      |        | Europa della Libertà e della Democrazia Diretta                  |
| Rolandas Paksas        | Ordine e Giustizia                                      |        | Europa della Libertà e della Democrazia Diretta                  |
| Bronis Ropė            | Unione dei Contadini e dei Verdi di Lituania            |        | I Verdi/Alleanza Libera Europea                                  |
| Algirdas Saudargas     | Unione della Patria - Democratici Cristiani di Lituania |        | Gruppo del Partito Popolare Europeo                              |
| Valdemar Tomaševski    | Azione Elettorale dei Polacchi in Lituania              |        | Gruppo dei Conservatori e dei Riformisti Europei                 |
| Viktor Uspaskich       | Partito del Lavoro                                      |        | Gruppo dell'Alleanza dei Democratici e dei Liberali per l'Europa |

- In data 30.05.2016 a Gabrielius Landsbergis subentra Laima Andrikienė.

### IX legislatura (2019-2024)
- Europarlamentari eletti in occasione delle elezioni europee del 2019.

| Europarlamentare     | Lista                                                                          | Gruppo | Gruppo                                                 |
| -------------------- | ------------------------------------------------------------------------------ | ------ | ------------------------------------------------------ |
| Petras Auštrevičius  | Movimento dei Liberali della Repubblica di Lituania                            |        | Renew Europe                                           |
| Vilija Blinkevičiūtė | Partito Socialdemocratico di Lituania                                          |        | Alleanza Progressista dei Socialisti e dei Democratici |
| Stasys Jakeliūnas    | Unione dei Contadini e dei Verdi di Lituania                                   |        | I Verdi/Alleanza Libera Europea                        |
| Rasa Juknevičienė    | Unione della Patria - Democratici Cristiani di Lituania                        |        | Gruppo del Partito Popolare Europeo                    |
| Andrius Kubilius     | Unione della Patria - Democratici Cristiani di Lituania                        |        | Gruppo del Partito Popolare Europeo                    |
| Aušra Maldeikienė    | Indipendente                                                                   |        | Gruppo del Partito Popolare Europeo                    |
| Liudas Mažylis       | Unione della Patria - Democratici Cristiani di Lituania                        |        | Gruppo del Partito Popolare Europeo                    |
| Juozas Olekas        | Partito Socialdemocratico di Lituania                                          |        | Alleanza Progressista dei Socialisti e dei Democratici |
| Bronis Ropė          | Unione dei Contadini e dei Verdi di Lituania                                   |        | I Verdi/Alleanza Libera Europea                        |
| Valdemar Tomaševski  | Azione Elettorale dei Polacchi in Lituania - Alleanza delle Famiglie Cristiane |        | Gruppo dei Conservatori e dei Riformisti Europei       |
| Viktor Uspaskich     | Partito del Lavoro                                                             |        | Renew Europe                                           |

### X legislatura (2024-in corso)
- Europarlamentari eletti in occasione delle elezioni europee del 2024.

| Europarlamentare       | Lista                                                                          | Gruppo | Gruppo                                                 |
| ---------------------- | ------------------------------------------------------------------------------ | ------ | ------------------------------------------------------ |
| Rasa Juknevičienė      | Unione della Patria - Democratici Cristiani di Lituania                        |        | Gruppo del Partito Popolare Europeo                    |
| Andrius Kubilius       | Unione della Patria - Democratici Cristiani di Lituania                        |        | Gruppo del Partito Popolare Europeo                    |
| Paulius Saudargas      | Unione della Patria - Democratici Cristiani di Lituania                        |        | Gruppo del Partito Popolare Europeo                    |
| Vytenis Andriukaitis   | Partito Socialdemocratico di Lituania                                          |        | Alleanza Progressista dei Socialisti e dei Democratici |
| Vilija Blinkevičiūtė   | Partito Socialdemocratico di Lituania                                          |        | Alleanza Progressista dei Socialisti e dei Democratici |
| Aurelijus Veryga       | Unione dei Contadini e dei Verdi di Lituania                                   |        | I Verdi/Alleanza Libera Europea                        |
| Dainius Žalimas        | Partito della Libertà                                                          |        | Renew Europe                                           |
| Virginijus Sinkevičius | Unione dei Democratici "Per la Lituania"                                       |        | I Verdi/Alleanza Libera Europea                        |
| Valdemar Tomaševski    | Azione Elettorale dei Polacchi in Lituania - Alleanza delle Famiglie Cristiane |        | Gruppo dei Conservatori e dei Riformisti Europei       |
| Petras Gražulis        | Unione del Popolo e della Giustizia                                            |        | Europa delle Nazioni Sovrane                           |
| Petras Auštrevičius    | Movimento dei Liberali della Repubblica di Lituania                            |        | Renew Europe                                           |